# Балканджии
 Тази статия е за българската етнографска група.  За фолк метъл групата вижте Балканджи.  
Балканджиите наричани още балканци, горненци, са българска етнографска група, населяваща Стара планина, на изток от пролома на р. Искър. Селищата тук са два типа – големи, събрани на паланки, и силно пръснати колиби. Жителите и на двата типа селища си строят жилища външно представителни, двуетажни, като долният етаж е използван за стопански цели, а горният е жилищен. Горният етаж се характеризира с квадратен план. Вътрешно жилището се отличава с изискана уредба: дървена украса с представително открито огнище, камина и водник. Текстилните тъкани също дават своя принос във вътрешната уредба и украса на балканската къща.
Основен поминък на балканците е животновъдството (овце и едър рогат добитък) и задоволително земеделие. Суровините, получавани от животновъдството, довеждат до развитието на занаятите и търговията.
Традиционното облекло на мъжете е чернодрешно, на жените – сукманено, като украсата с пъстри тъкани и шевици тук е по-слабо застъпена за сметка на металните накити. Известна по-стара традиция представлява и двупрестилченото облекло, което може да се срещне при жените от северните склонове на Стара планина през летните дни. В Габровско, Търновско и Еленско жените се забраждали с т. нар. сокай с диадеми.
Типични музикални инструменти за балканците са гъдулката и кавалът. Календарните празници са запазени през всичките сезони, като не притежават такава подчертана обредност и представителност, каквито има при коледуванията у полянците, добруджанците и тракийците или при русалиите у полянците. Къснопролетните, летните и есенните празници са свързани със селските и градските събори, отличаващи се със своята шумност и голямото място, което заемат в тях пазарът и търговията.
Народното песенно творчество се характеризира с богатството на хайдушките мотиви – естествено отражение на богатата борческа действителност тук през XVIII—XIX в. Епосът е богат на митологични и новелистични мотиви. Към западните предели на групата на балканците се срещат и юнашки песни с характерния за шопите десетосричник.
Дърворезбата и иконописта са представители на пластичното народно изкуство от този край, дали на българите Тревненската школа. През средновековието при балканците е развито и грънчарството.